# Draginja Voganjac

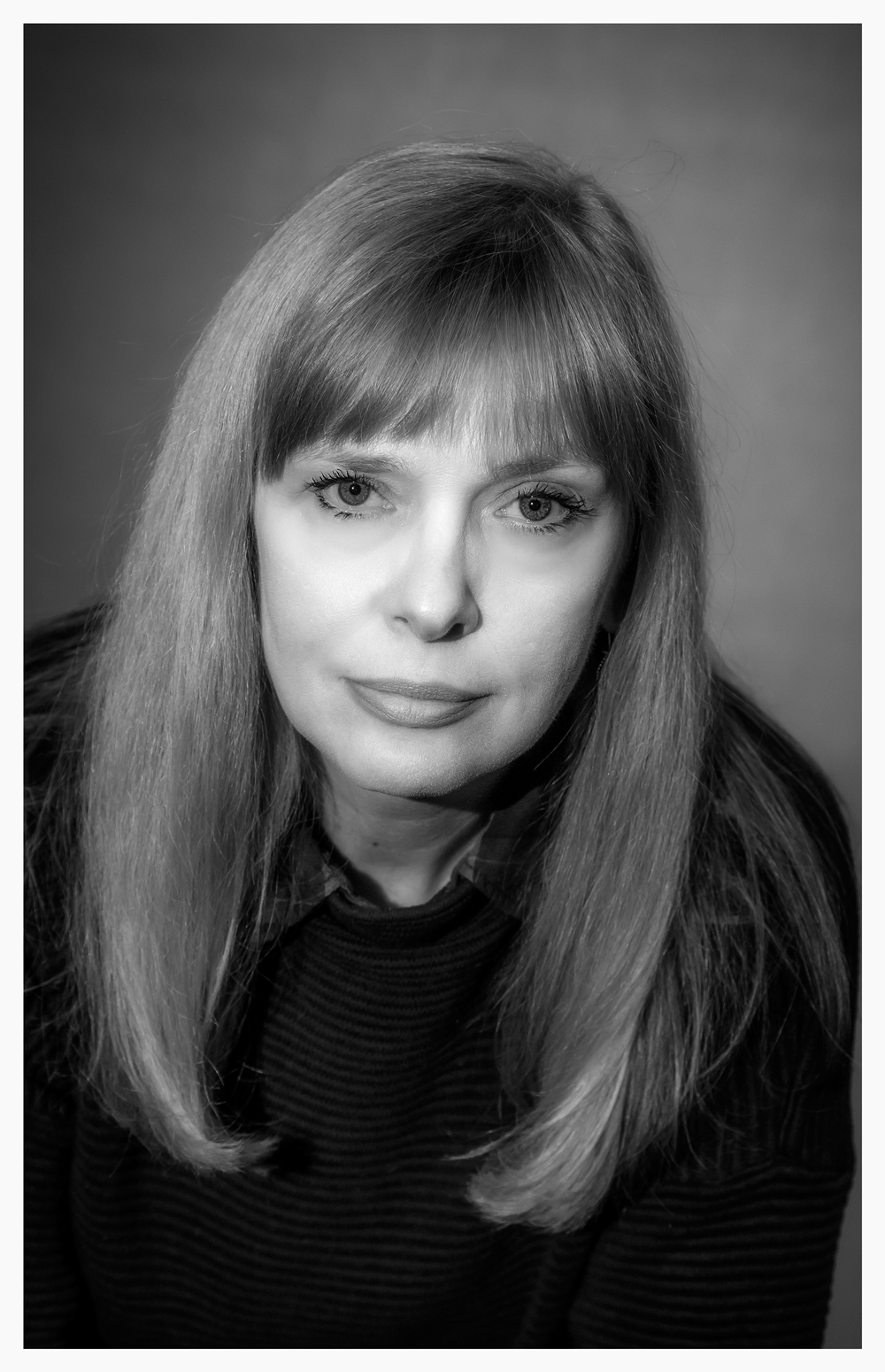
Draginja Voganjac (2019)

Draginja Voganjac, eigentlich Dragana Voganjac (serbisch-kyrillisch : Драгиња Вогањац; * 9. Januar 1967 in Ruma, Jugoslawien), ist eine jugoslawisch-serbische Theaterschauspielerin, die auch Fernsehauftritte bestreitet.
Sie wuchs bis zu ihrem elften Lebensjahr in Irig auf, danach absolvierte sie ein Gymnasium in Novi Sad, wo sie später die Kunstakademie besuchte und schließlich am Nationaltheater engagiert wurde.

## Theaterrollen
- Laura Wingfield (die Tochter) in Die Glasmenagerie von Tennessee Williams, Regie: Bogdan Ruškuc
- Fräulein Julie in Fräulein Julie von August Strindberg, Regie: R. Kolar
- Olga in Eugen Onegin von Alexander Sergejewitsch Puschkin, Regie: Branko Pleša
- Leonore Sanvitale in Torquato Tasso von Johann Wolfgang von Goethe, Regie: Dušan Petrović
- Titania in Ein Sommernachtstraum von William Shakespeare, Regie: Kokan Mladenović[2]
- Cassandra in Troilus und Cressida von William Shakespeare[3]

## Filmrollen
- Nebenrolle als Journalistin in Fövenyóra, einer Verfilmung des Romans Sanduhr (serbokroatisch: Peščanik) von Danilo Kiš, Regie: Szabolcs Tolnai, ungarisch-serbische Koproduktion 2007

## Einzelbelege
1. ↑  http://www.danas.rs/20060117/kultura1.html@1@2Vorlage:Toter+Link/www.danas.rs+(Seite+nicht+mehr+abrufbar,+festgestellt+im+April+2018.+Suche+in+Webarchiven) Datei:Pictogram+voting+info.svg Info:+Der+Link+wurde+automatisch+als+defekt+markiert.+Bitte+prüfe+den+Link+gemäß+Anleitung+und+entferne+dann+diesen+Hinweis. (Artikel "Doprinos tumačenjima ženskih likova").
2. ↑  SRPSKO NARODNO POZORIŠTE - DRAMA (Memento vom 31. März 2009 im Internet Archive).
3. ↑  http://archives.theatredecarouge-geneve.ch/troilus-et-cressida-fr295.html@1@2Vorlage:Toter+Link/archives.theatredecarouge-geneve.ch+(Seite+nicht+mehr+abrufbar,+festgestellt+im+April+2018.+Suche+in+Webarchiven) Datei:Pictogram+voting+info.svg Info:+Der+Link+wurde+automatisch+als+defekt+markiert.+Bitte+prüfe+den+Link+gemäß+Anleitung+und+entferne+dann+diesen+Hinweis..

| Personendaten    | Personendaten                                                    |
| ---------------- | ---------------------------------------------------------------- |
| NAME             | Voganjac, Draginja                                               |
| ALTERNATIVNAMEN  | Voganjac, Dragana (wirklicher Name); Вогањац, Драгиња (serbisch) |
| KURZBESCHREIBUNG | serbische Theaterschauspielerin                                  |
| GEBURTSDATUM     | 9. Januar 1967                                                   |
| GEBURTSORT       | Ruma, Jugoslawien                                                |